# Cylindrophis jodiae
Espèce
Cylindrophis jodiae est une espèce de serpents de la famille des Cylindrophiidae.

## Répartition
Cette espèce est endémique du Viêt Nam.

## Étymologie
Cette espèce est nommée en l'honneur de Jodi Justine Lyon Rowley.

## Publication originale
- Amarasinghe, Campbell, Hallermann, Sidik, Supriatna & Ineich, 2015 : Two new species of the genus Cylindrophis Wagler, 1828 (Squamata: Cylindrophiidae) from Southeast Asia. Amphibian & Reptile Conservation, vol. 9, no 1, p. 34–51.